# Чемпіонат світу з трекових велоперегонів 1998
Чемпіонат світу з трекових велоперегонів 1998 проходив з 26 по 30 серпня 1998 року в Бордо, Франція на місцевому велодромі. Усього в чемпіонаті взяли участь спортсмени з 32 країн світу, які розіграли 12 комплектів нагород — 8 в чоловіків та 4 у жінок.

## Медалісти

### Чоловіки
| Дисципліна                         | Золото                                                                                   | Срібло                                                                        | Бронза                                                                 |
| Спринт                             | Флоріан Руссо                                                                            | Єнс Фідлер                                                                    | Лорен Ґане                                                             |
| Гіт (1 км)                         | Арно Турнан (1:01.879)                                                                   | Шейн Келлі (1:02.261)                                                         | Ерін Хартвел (1:02.637)                                                |
| Індивідуальна гонка переслідування | Філіпп Ермено (4:20.627)                                                                 | Франсіс Моро (4:21.466)                                                       | Роберт Бартко (4:26.890)                                               |
| Командна гонка переслідування      | Україна Олександр Симоненко Олександр Феденко Сергій Матвєєв Руслан Підгорний (4:02.895) | Німеччина Даніель Беке Ґвідо Фульст Крістіан Ладеман Роберт Бартко (4:08.160) | Італія Маріо Бенеттон Адлер Капеллі Крістіано Сіттон Андреа Коллінеллі |
| Командний спринт                   | Франція Вінсент Ле Ґеле Флоріан Руссо Арно Турнан (44.338)                               | Австралія Денні Дей Шейн Келлі Ґрем Шерман (45.464)                           | Німеччина Сорен Лаусберг Штефан Німке Ейк Покорний (45.210)            |
| Кейрін                             | Єнс Фідлер                                                                               | Айнарс Кіксіс                                                                 | Лорен Ґане                                                             |
| Гонка за очками                    | Хоан Лланерас (19)                                                                       | Андреас Каппес (41) -1 коло                                                   | Сільвіо Мартінелло (33) -1 коло                                        |
| Медісон                            | Бельгія Етьєн де Вайльд Метью Ґілмор (34)                                                | Італія Сільвіо Мартінелло Андреа Коллінеллі (22)                              | Німеччина Андреас Каппес Штефан Штайнвеґ (21)                          |

### Жінки
| Дисципліна                         | Золото                        | Срібло                        | Бронза                       |
| Спринт                             | Фелісія Балланже              | Мішель Феріс                  | Таня Дубнікоф                |
| Гіт (500 м)                        | Фелісія Балланже (34.010)     | Таня Дубнікоф (35.415)        | Мішель Феріс (35.451)        |
| Індивідуальна гонка переслідування | Люсі Тайлер-Шерман (3:35.255) | Леонтін ван Морсел (3:37.291) | Юдіт Арндт (3:35.676)        |
| Гонка за очками                    | Теодора Руано (6)             | Белем Герреро (0) -1 коло     | Ольга Слюсарєва (35) -2 кола |

## Загальний медальний залік
| Місце  | Країна     | Золото | Срібло | Бронза | Загалом |
| ------ | ---------- | ------ | ------ | ------ | ------- |
| 1      | Франція    | 6      | 1      | 2      | 9       |
| 2      | Іспанія    | 2      |        |        | 2       |
| 3      | Німеччина  | 1      | 3      | 4      | 8       |
| 4      | Австралія  | 1      | 3      | 1      | 5       |
| 5      | Бельгія    | 1      |        |        | 1       |
| 5      | Україна    | 1      |        |        | 1       |
| 7      | Італія     |        | 1      | 2      | 3       |
| 8      | Канада     |        | 1      | 1      | 2       |
| 9      | Латвія     |        | 1      |        | 1       |
| 9      | Мексика    |        | 1      |        | 1       |
| 9      | Нідерланди |        | 1      |        | 1       |
| 12     | Росія      |        |        | 1      | 1       |
| 12     | США        |        |        | 1      | 1       |
| Всього | Всього     | 12     | 12     | 12     | 36      |